# 사이토크롬

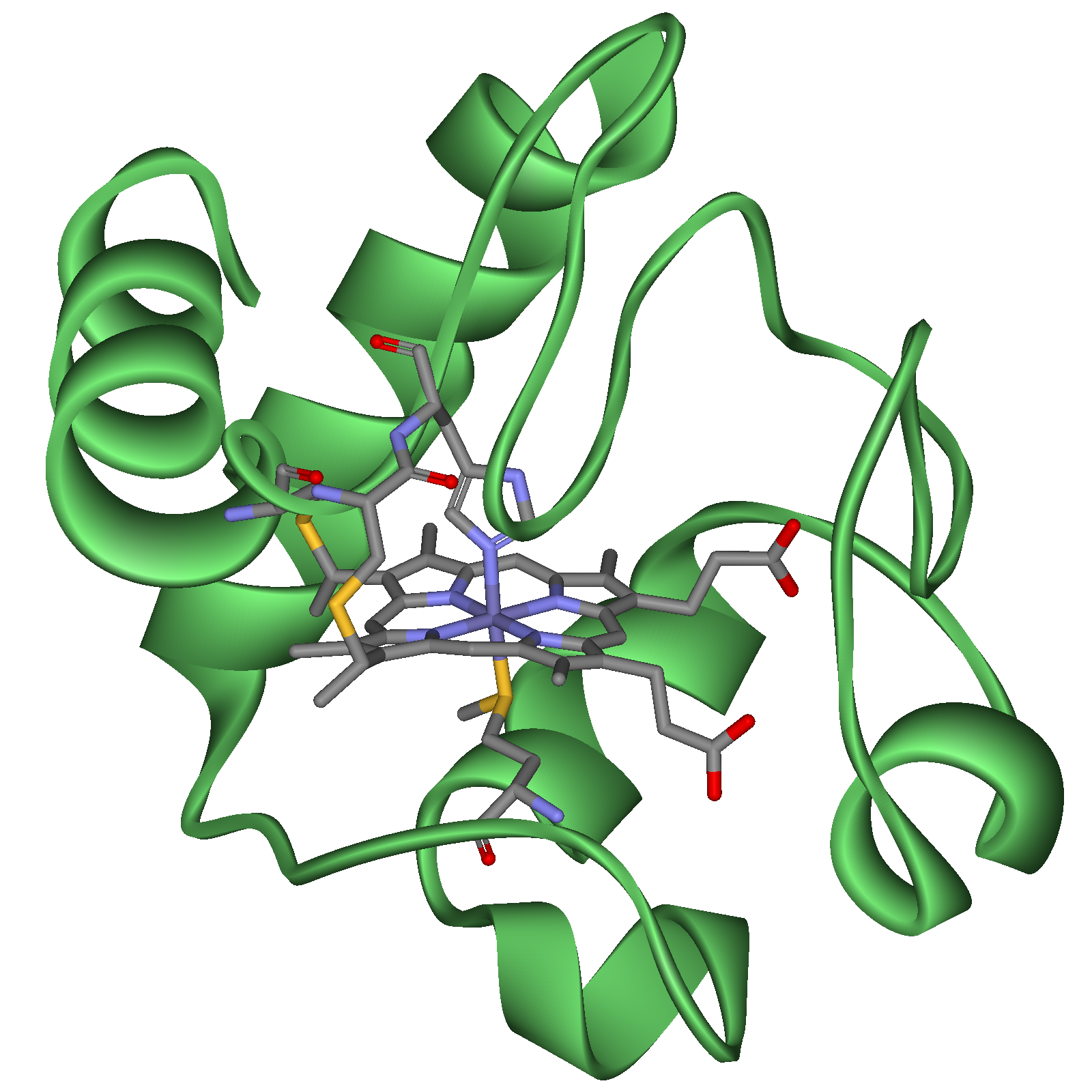
헴 C가 포함된 사이토크롬 c

사이토크롬(영어: cytochrome)은 중심에 철(Fe) 원자가 보조 인자로 있는 헴을 포함하는 산화환원 활성 단백질이다. 사이토크롬은 전자전달계와 산화환원 촉매 작용에 관여한다. 사이토크롬은 헴의 유형과 결합 방식에 따라 분류된다. 국제 생화학·분자생물학 연합(IUBMB)에서는 사이토크롬 a, 사이토크롬 b, 사이토크롬 c, 사이토크롬 d의 4가지 부류로 분류한다.
사이토크롬의 기능은 헴 코어에서 발견되는 제일철(Fe(II))에서 제이철(Fe(III)) 산화 상태로의 가역적인 산화환원 변화와 연결된다. 국제 생화학·분자생물학 연합(IUBMB)에 의한 4가지 사이토크롬의 분류 외에도 사이토크롬 c 산화효소 및 사이토크롬 P450과 같은 몇 가지 추가적인 분류를 생화학 문헌에서 찾아볼 수 있다.

## 역사
사이토크롬은 1884년에 찰스 알렉산더 맥먼에 의해 호흡 색소(미오헤마틴 또는 히스토헤마틴)로 처음 기술되었다. 1920년대에 데이비드 케일린은 이러한 호흡 색소를 재발견하고 이를 사이토크롬 또는 세포 색소(cellular pigment)라고 명명했다. 그는 환원된 상태에서 가장 낮은 에너지 흡수 밴드의 위치를 기준으로 이러한 헴단백질을 사이토크롬 a(605 nm), 사이토크롬 b(≈565 nm), 사이토크롬 c(550 nm)로 분류했다. 헴의 가시적 분광 서명에 대한 자외선(UV)은 여전히 환원된 비스-피리딘 결찰 상태, 즉 피리딘 혈색소 방법에서 헴 유형을 식별하는 데 사용된다. 각 부류인 사이토크롬 a, 사이토크롬 b, 사이토크롬 c 내에서 초기 사이토크롬은 cyt c, cyt c1, cyt c2와 같이 연속적으로 번호가 지정되며, 보다 최근의 예는 cyt c559와 같이 환원된 상태의 R 밴드의 최대값으로 지정된다.

## 구조 및 기능
헴기는 철 이온을 둘러싸고 있는 고도로 컨주게이트된 고리 시스템(전자의 이동성이 매우 높음)이다. 사이토크롬의 철은 일반적으로 제일철(Fe2+) 및 제이철(Fe3+) 상태로 존재하며, 페록소(Fe4+) 상태는 촉매 중간생성물에서 발견된다. 따라서 사이토크롬은 헴 철의 환원 또는 산화를 통해 전자전달 반응과 촉매 작용을 수행할 수 있다. 사이토크롬의 세포에서의 위치는 기능에 따라 다르다. 사이토크롬은 구상 단백질과 막 단백질로 발견될 수 있다.
산화적 인산화 과정에서 구상 사이토크롬 c는 막 결합 복합체 III에서 복합체 IV로의 전자 전달에 관여한다. 복합체 III 자체는 여러 소단위체로 구성되며, 그 중 하나는 b형 사이토크롬이고, 다른 하나는 c형 사이토크롬이다. 두 도메인 모두 복합체 내에서 전자 전달에 관여한다. 복합체 IV에는 전자를 전달하고 산소를 물로 전환하는 반응을 촉매하는 사이토크롬 a/a3 도메인이 포함되어 있다. 광계 II는 산소 발생 광합성의 광의존적 반응에서 첫 번째 단백질 복합체로 사이토크롬 b 소단위체를 포함한다. 염증에 관여하는 효소인 사이클로옥시제네이스-2는 사이토크롬 b 단백질이다.
1960년대 초 임마누엘 마골리아시는 사이토크롬의 선형 진화를 제안하여 분자 시계 가설을 탄생시켰다. 겉보기에 일정한 사이토크롬의 진화 속도는 다양한 생물이 공통 조상으로부터 갈라져 나왔을 때를 결정하는 데 유용한 도구가 될 수 있다.

## 유형
여러 종류의 사이토크롬이 존재하며 분광학, 헴기의 정확한 구조, 저해제 민감도 및 환원 전위로 구별할 수 있다.
4가지 유형의 사이토크롬은 다음과 같이 보결분자단으로 구별된다.
| 유형         | 보결분자단                        |
| ------------ | --------------------------------- |
| 사이토크롬 a | 헴 A                              |
| 사이토크롬 b | 헴 B                              |
| 사이토크롬 c | 헴 C (공유 결합된 헴 B)           |
| 사이토크롬 d | 헴 D (γ-스피로락톤을 함유한 헴 B) |

사이토크롬 e는 없으며, 식물의 사이토크롬 b6f 복합체에서 발견되는 사이토크롬 f는 c형 사이토크롬이다.
미토콘드리아와 엽록체에서 이러한 사이토크롬은 종종 전자 전달 및 관련 대사 경로에서 다음과 같이 결합된다.
| 사이토크롬                    | 결합물 |
| ----------------------------- | --- |
| 사이토크롬 a 및 사이토크롬 a3 | 가용성 사이토크롬 c(따라서 이름이 정해짐)에 의해 복합체로 전자가 전달되는 사이토크롬 c 산화효소 (복합체 IV) |
| 사이토크롬 b 및 사이토크롬 c1 | 유비퀴논:사이토크롬 c 산화환원효소 (복합체 III)                                                             |
| 사이토크롬 b6 및 사이토크롬 f | 사이토크롬 b6f 복합체                                                                                       |

사이토크롬의 독특한 계열은 사이토크롬 P450 계열이며, 헴 철(아다이싸이온산 나트륨과 함께)이 환원되고 일산화 탄소와 복합체를 형성할 때 450 nm 부근의 파장에서 빛의 흡광도에 의해 형성되는 특징적인 소레 피크의 이름을 따서 명명되었다. 사이토크롬 P450은 주로 스테로이드 생성 및 해독에 관여한다.

## 같이 보기
- 보조 인자
- 헴
- 사이토크롬 a
- 사이토크롬 b
- 사이토크롬 c
- 사이토크롬 d